# 5,7,4'-三甲氧基黄酮
5,7,4'-三甲氧基黄酮（也称为芹菜素三甲醚，Apigenin trimethyl ether）是一种芹菜素衍生的O-甲基化黄酮，分子式C18H16O5，存在于温州蜜柑、橘柑等柑橘属植物中。